# Joan Taylor
Joan Taylor (* 18. August 1929 in Geneva, Illinois; † 4. März 2012 in Santa Monica, Kalifornien) war eine US-amerikanische Schauspielerin, Fernsehproduzentin und Drehbuchautorin.

## Leben
Taylor wurde als Rose Marie Emma geboren; als Geburtsort wird in einigen Quellen nicht Geneva, sondern Lake Forest, Illinois, genannt. Ihre Mutter Amelia Berky stammte aus Österreich und war in den 1920er Jahren ein Vaudeville-Star; ihr Vater, Joseph (Joe) Emma, war Requisiteur und führte später ein Kino, das Deerpath Theatre, in Lake Forest. Joan Taylor besuchte die Geneva Community High School.
1946 ging Taylor nach Kalifornien, mit dem Ziel, Schauspielerin zu werden. Sie schrieb sich an der Theaterschule des Pasadena Playhouse in Pasadena ein, wo sie ihre Schauspielausbildung absolvierte. Anfang der 1950er Jahre trat Taylor als Theaterschauspielerin am Pasadena Community Playhouse in Pasadena in dem Bühnenstück Irrtum im Himmel von Harry Segall auf. Bei dieser Produktion lernte sie ihren späteren Mann, den Drehbuchautor und Fernsehproduzenten Leonard Freeman kennen; Taylor und Freeman heirateten 1953.
Taylor wirkte seit Ende der 1940er Jahre als Schauspielerin in mehreren Kinofilmen mit. Schwerpunktmäßig wurde sie in Western und Science-Fiction-Filmen eingesetzt, so als Indianerin Luta in Der weiße Sohn der Sioux (1952; an der Seite von Charlton Heston), als Indianerin Wanima in dem Western Im Tal des Verderbens (1953), als Indianerin Wanda in dem Western Rose Marie (1954), als Halbblut Anne LeBeau in dem Western Heiße Colts und schnelle Pferde (1955; mit Lloyd Bridges als Partner), als Wissenschaftlerin Carol Marvin in dem Science-Fiction-Film Fliegende Untertassen greifen an (1956), als Mexikanerin Riva in dem Western Rebell der roten Berge (als Partnerin von Lex Barker), als junge Sizilianerin Marisa Leonardo in dem Science-Fiction-Film Die Bestie aus dem Weltenraum (1957) und als Sklavin Yaffa in dem Abenteuerfilm Sturm über Persien (1957). 
Taylor arbeitete seit den 1950er Jahren auch intensiv für das Fernsehen. Besondere Bekanntheit im Fernsehen hatte Taylor durch ihre wiederkehrende Serienrolle als Milly Scott in der Western-Serie Westlich von Santa Fé. Sie spielte darin, an der Seite von Chuck Connors und Johnny Crawford, die Inhaberin des Kolonialwarenladens. Nach dem Auslaufen ihres Vertrages zog sich Taylor vom Filmgeschäft zurück, um sich ihrer Familie und der Erziehung ihrer Kinder zu widmen.
Sie hatte außerdem mehrere Episodenrollen und Gastrollen in verschiedenen US-amerikanischen Fernsehserien, unter anderem in Wagon Train (1958), Mike Hammer (1958), Peter Gunn (1958), Yancy Derringer (1958), Rauchende Colts (1959), Kein Fall für FBI (1961), Meine drei Söhne (1961), Tausend Meilen Staub (1961), Bronco (1962) und 77 Sunset Strip (1963).
Nach dem Tod ihres Mannes Leonard Freeman († 1974) übernahm und leitete Taylor die Produktionsfirma ihres Ehemanns, die Leonard Freeman Productions, und fungierte bis 1980 als Produzentin der Fernsehserie Hawaii Fünf-Null.
Taylor war auch als Drehbuchautorin tätig. Sie schrieb das Drehbuch für den Film Fools Rush In – Herz über Kopf (1997) mit Salma Hayek und Matthew Parry in den Hauptrollen. Außerdem schrieb sie das Drehbuch zu der Folge ’Tis the Season der US-Fernsehserie Eine amerikanische Familie. 

## Privates
1953 heiratete Taylor den Drehbuchautor und Fernsehproduzenten Leonard Freeman (* 1920); dieser starb im Januar 1974 an den Folgen einer Herzoperation. Aus der Ehe gingen drei Töchter hervor. In zweiter Ehe war Taylor von 1976 bis 1980 mit dem Filmproduzenten und Regisseur Walter Grauman (1922–2015) verheiratet; die Ehe wurde geschieden.
Joan Taylor starb im Alter von 82 Jahren in Santa Monica; als Todesursache wurden natürliche Gründe angegeben.

## Filmografie (Auswahl)

### Darstellerin
- 1949: Die Stadt der rauhen Männer (Fighting Man of the Plains)
- 1950: Last Date
- 1952: Der weiße Sohn der Sioux (The Savage)
- 1953: Im Tal des Verderbens (War Paint)
- 1954: Rose Marie
- 1955: Heiße Colts und schnelle Pferde (Apache Woman)
- 1955: Fort Yuma
- 1956: Kampf der Hyänen (Girls in Prison)
- 1956: Fliegende Untertassen greifen an (Earth vs. the Flying SAucers)
- 1957: Rebell der roten Berge (War Drums)
- 1957: Die Bestie aus dem Weltenraum (20 Million Miles To Earth)
- 1957: Sturm über Persien (Omar Khayyam)
- 1958: Wagon Train (Fernsehserie, 1 Folge)
- 1958: Mike Hammer (Fernsehserie, 2 Folgen)
- 1958: Peter Gunn (Fernsehserie, 1 Folge)
- 1958: Yancy Derringer (Fernsehserie, 1 Folge)
- 1959: Rauchende Colts (Gunsmoke) (Fernsehserie, 1 Folge)
- 1960–1962: Westlich von Santa Fé (The Rifleman) (Fernsehserie)
- 1961: Kein Fall für FBI (The Detectives) (Fernsehserie, 1 Folge)
- 1961: Meine drei Söhne (My Three Sons) (Fernsehserie, 1 Folge)
- 1961: Tausend Meilen Staub (Rawhide) (Fernsehserie, 1 Folge)
- 1962: Bronco (Fernsehserie, 1 Folge)
- 1963: 77 Sunset Strip (Fernsehserie, 1 Folge)

### Produzentin, Drehbuchautorin
- 1974–1980: Hawaii Fünf-Null (als Produzentin)
- 1979: Eine amerikanische Familie (Drehbuch der Folge ’Tis the Season)
- 1997: Fools Rush In – Herz über Kopf (Drehbuch)